# Martin Helwig (Geograph)
Martin Helwig (* 5. November 1516 in Neisse, Fürstentum Neisse; † 26. Januar 1574 in Breslau, Fürstentum Breslau) war ein deutscher Kartograf und Pädagoge.

## Leben

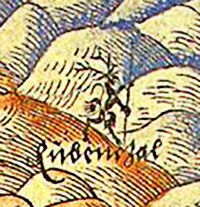
Rübezahl in Helwigs Schlesischer Landkarte, 1561

Martin Helwig war Anhänger der lutherischen Lehre und Humanist. Als Schüler des Humanisten Valentin Trotzendorf, besuchte er die Universität Wittenberg, wo er den akademischen Grad eines Magisters erwarb. Anschließend kehrte er in seine Heimat zurück, um als Magister an Lateinschulen zu unterrichten. Zwischen 1544 und 1551 war er in Schweidnitz tätig. Aus Glaubensgründen wechselte er 1552 an das Maria-Magdalenen-Gymnasium in Breslau, wo er von 1560 bis zu seinem Tod 1574 als Moderator erfolgreich wirkte. Dort unterrichtete er Mathematik, Geographie und Klassische Sprachen wie Griechisch und Latein. Für seinen Unterricht schuf er 1561 eine Karte vom alten Italien, die er treffend „Lumen Historiae Romanae“ nannte. Helwig war außerdem als Poet und guter Philologe bekannt.
Im selben Jahr 1561 entwarf Helwig die erste Landkarte von Schlesien, die auf eigenen Erhebungen und Messungen beruhte; von der Erstausgabe, die ohne einen Titel erschien, ist heute nur noch ein einziges Exemplar bekannt (Karlsruhe, Badische Landesbibliothek). Insgesamt geht man heute von elf Druckausgaben aus. Zur Schlesienkarte schrieb er 1564 die Erklerung der Schlesischen Mappen, Wozu, und wie dieselbe nützlich zu gebrauchen: Sampt einem vollkommen Register, dadurch jede Stadt, Schloß und Kloster, ohne Mühe zu finden. Eine 1571 verfasste Landesbeschreibung „Descriptio Silesiae“ ist verschollen. Die Karte fand eine solche Anerkennung, dass Caspar Peucer in Wittenberg sie seinen Studenten empfahl und Abraham Oertel sie in sein Theatrum orbis terrarum aufnahm, das ab 1577 in Antwerpen erschien.